# 尼古拉斯·贝克 (赛艇运动员)
尼古拉斯·贝克（英語：Nicholas Baker，1985年2月13日—），澳大利亚男子赛艇运动员。他曾代表澳大利亚参加世界赛艇锦标赛，获得一枚金牌和一枚银牌，均来自男子轻量级八人单桨有舵手项目。